# Plancenoit
Plancenoit est une section de la commune belge de Lasne située en Région wallonne dans la province du Brabant wallon. Ce village fut le théâtre de combats sanglants lors de la bataille de Waterloo, le 18 juin 1815.

## Toponymie
L’existence du village de Plancenoit ne remonte guère au-delà du XIIIe siècle. On ne trouve en effet pas son nom avant 1227 (Plancenois). Au cours des siècles, on a également écrit Planchenois, Planchenoit, Plansnoy ou Planchenoy. Sur la carte de Ferraris, on trouve Planchenoit. Il semble évident que l’étymologie doit en être trouvée dans le mot plançon  qui désigne de jeunes plants d’arbres ou de jeunes tiges d’arbres destinées au bouturage. Une légende, un peu oubliée aujourd’hui, donnait une tout autre origine au nom du village. Jadis, dit-on, il existait un lavoir sur la Lasne auquel on avait accès par un petit pont de bois. Un attelage de deux chevaux passa un jour sur le pont branlant qui s’effondra, le précipitant dans un trou sans fond de la petite rivière. Le pont aurait naturellement été surnommé « La planche qui noie ». Au cours des temps, la légende s’enfla au point de noyer dans la Lasne un attelage de six chevaux.

## Géographie

### Topographie et hydrographie

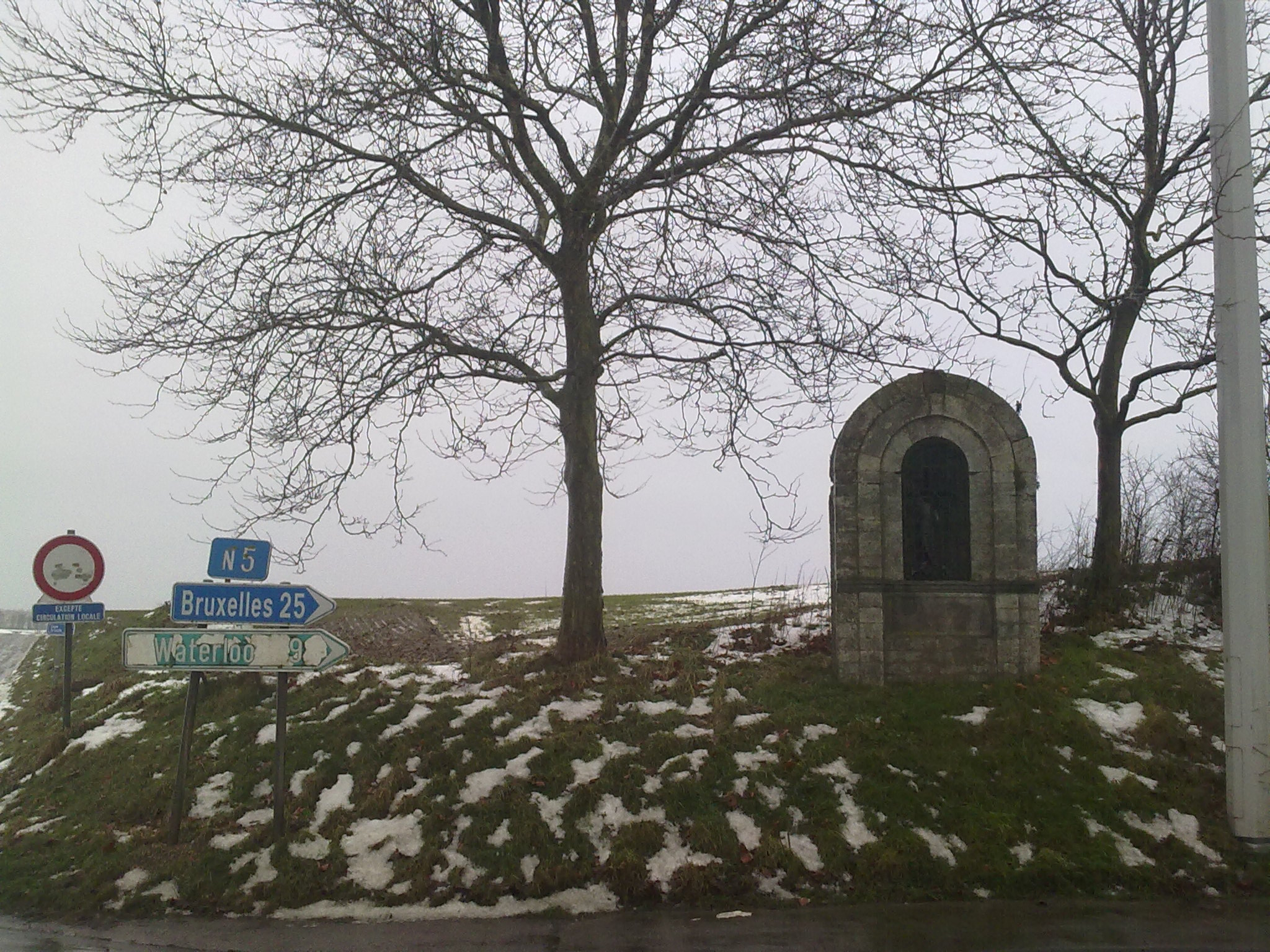
Chapelle du Crucifix, le long de la N5.

Le terrain est peu accidenté, sauf dans le village proprement dit où l’on rencontre quelques coteaux assez raides et des chemins encaissés. Au sud du village prend naissance la Lasne qui, coulant vers le nord-est, vient recueillir le ruisseau des Brous, lequel naît un peu à l’est du Caillou. Plusieurs sources viennent encore alimenter le petit cours d’eau qui se dirige vers une suite de petits étangs, établis sans doute par l’abbaye d’Aywiers, pour continuer vers le village de Lasne, passer entre Genval et Rixensart et finalement aller se jeter dans la Dyle au nord de Wavre. Plancenoit appartient donc au bassin de l’Escaut. L’eau n’y est pas rare : le long de la Lasne, la Compagnie bruxelloise des Eaux possède des captations destinées à alimenter son réseau. La qualité de l’eau ne saurait faire de doute : jadis, une brasserie était, avec un petit four à chaux, la seule industrie de Plancenoit. À l’époque de la bataille, cette brasserie était exploitée par un certain Nicolas-Antoine Delpierre. Il semble bien que son principal débouché  ait été le cabaret de la Belle-Alliance dont Delpierre était propriétaire.
Le point culminant de Plancenoit se situe à Rossomme et cote 136 mètres.
À l’heure actuelle, le village de Plancenoit a bien grossi : il n’est en effet pas couvert par la loi de protection du site de 1914. Mais l’extension de l’habitat n’a pas modifié fondamentalement la structure même du centre du village : trois groupes d’habitation : le Village, proprement dit, autour de l’église ; la Rue Haute, au sommet du contrefort qui sépare la Lasne et le Ri du Brou ; le Brou, quelques maisons sur la rive gauche de ce dernier cours d’eau.

## Démographie
- Sources : INS. Rem. : 1831 jusqu'en 1970 = recensements, 1976 = nombre d'habitants au 31 décembre.

## Histoire
L’ancienne commune de Plancenoit est, avec Ohain, Lasne-Chapelle-Saint-Lambert, Couture-Saint-Germain et Maransart, partie de la commune de Lasne. La population de Plancenoit est restée relativement stable jusqu’à la fin du XIXe siècle. En 1374, on recensait 22 ménages ; en 1437, 28 foyers ; en 1492, 10 foyers seulement – on ne sait à quelle catastrophe on doit cette chute brutale – ; en 1526, 28 maisons (dont 3 inhabitées) ; en 1686, 22 maisons plus une taverne et une brasserie. En 1784, les recenseurs comptaient 412 habitants – un prêtre, 125 hommes, 153 femmes, 68 jeunes garçons et 65 filles de moins de 12 ans. En 1803, il y avait à Plancenoit 487 habitants. On estime donc la population de Plancenoit à environ 500 habitants en 1815.
Tout le territoire de Plancenoit était autrefois boisé et les défrichements ne commencèrent qu’au XIIIe siècle. On considère en effet que c’est à cette époque que le châtelain de Bruxelles, Lionnet, seigneur de Braine-l'Alleud, qui possédait des droits sur la région, décida d’en exploiter les bois. Soucieux du bien de l’âme de ses serfs et vu l’éloignement de l’église de Braine, il y aurait fondé une nouvelle église paroissiale. Cette fondation, concertée avec le chapitre des chanoines de la cathédrale de Cambrai, qui avait la collation à Braine, aurait eu lieu en 1211, mais la charte qui établit les revenus du desservant date de juillet 1227.
L’histoire du village de Plancenoit ne comptait, avant 1815, qu’un seul événement digne d’être resté dans les annales. En 1409, les habitants de Plancenoit se mirent en tête de réclamer à l’abbaye d'Afflighem, qui possédait de nombreuses terres dans les environs, la possession d’un pré qu’ils prétendaient être un « wérixhas », c’est-à-dire un terrain vague où ils auraient eu droit de pâture. Le maire du village, un certain Le Roy de Holeir prit la tête du mouvement sans en aviser son seigneur. Voilà donc les têtes chaudes du village, sous la conduite du magistrat – en même temps, le plus gros propriétaire terrien du village – qui envahissent l’église, sonnent la cloche pour convoquer la population et se portent en masse vers le pré contesté dont ils brisent les clôtures. L’abbé d’Afflighem en appelle alors au duc de Brabant. Le bailli du Brabant roman convoque donc le maire devant les hommes de fief de la haute cour de Genappe qui lui montrent qu’il est en tort. Les habitants de Plancenoit en furent quittes pour rétablir la clôture. Mais le malheureux maire fut condamné à une amende de 40 couronnes de France – 6 livres 13 sous et 4 deniers – tandis que ses complices se voyaient imposer le pèlerinage à Saint-Jacques-de-Compostelle.
En 1484, quelques troupes de Maximilien d'Autriche campèrent à Plancenoit.
Au XIIIe siècle, la seigneurie de Plancenoit appartenait donc aux châtelains de Bruxelles. Avant 1312, les châtelains cédèrent la seigneurie et le tréfonds, en même temps que ceux d’Ohain, à Arnoul de Steyne qui revendit les deux villages à un certain Arnoul, fils d’Arnoul Rex. Ce dernier nom est sans doute la traduction de « Le Roy » ou « De Coninck ». C’est dans cette famille que le maire rebelle de 1409 fut choisi et c’est donc à cette famille que l’on doit sans doute le nom de Maison du Roi. La possession de Plancenoit passa ensuite aux Barbençon, seigneurs de Braine, puis, par héritage, à la famille de Wittem. Les droits de basse et moyenne justice appartenaient à la seigneurie de Braine-l'Alleud. La haute justice resta aux mains du duc de Brabant jusqu’au 10 juin 1489, date à laquelle le duc la céda à Henri de Wittem, seigneur de Beersel et de Braine-l’Alleud. Dès lors, la terre de Plancenoit constitua un plein fief avec haute, moyenne et basse justice, comptant donc un bailli, un maire, des échevins, un sergent et un messier. Étaient adjoints à la seigneurie les droits de congé, de percevoir les lois et amendes « et autres forfaitures », de garenne, de gruerie, de pêche, etc. On y suivait la coutume d’Uccle.
En 1635, Ernestine de Wittem, marquise de Bergen-op-Zoom, baronne de Beauvois, etc., vendit à Arnoul Schuyl, seigneur de Walhorn, Houtain-le-Val et autres lieux, la terre et la seigneurie de Plancenoit avec toutes ses dépendances dont trois bois dits le Goumont, le Bois Lionnet, à Ohain, et le bois de Moitemont. Relief en fut fait le 7 décembre 1637. Mais la marquise avait eu le tort de confondre propriété et seigneurie… Or l’une n’entraînait effectivement pas l’autre. Même si, depuis 1489, Plancenoit constituait un plein fief, ayant haute, basse et moyenne justice, Ernestine de Wittem n’avait pas le droit de vendre la seigneurie en même temps que les terres, sans le consentement du duc de Brabant, dont la seigneurie relevait directement. Dès 1638 les filles d’Ernestine attaquèrent la vente et obtinrent le retrait de la seigneurie : Arnoul Van Schuyl gardait la propriété des terres de Plancenoit mais les droits seigneuriaux furent à nouveau réunis à ceux de Braine, dont ils avaient été un moment démembrés et le restèrent jusqu’à la fin de l’ancien régime.
Durant toute une période, une seconde seigneurie a existé à Plancenoit, relevant également du duc de Brabant. En 1374, c’est un nommé Guillaume Coutriaux qui tenait le fief. Le fils de Guillaume, Jean, le laissa à sa sœur Jeanne, épouse de Jacquemart d’Ardenne, qui le vendit à Guillaume d’Oestkerke lequel en fit relief le 2 mars 1435-1436. Jean Germieau ou Germal le racheta et en fit relief le 21 août 1439. Durant un peu plus d’un siècle, la seigneurie et la terre restèrent dans cette famille jusqu’à ce que Jean Germiaulx et son fils Nicolas les cèdent au sire de Braine contre 200 carolus d’or. Relief en fut fait le 15 avril 1545. Dès lors, cette seigneurie, appelée de la Hutte ou del Hutte, devint une annexe de celle de Braine.

### Plancenoit dans la bataille de Waterloo
Le village de Plancenoit a joué un rôle essentiel au cours de la bataille de Waterloo. Pris et repris plusieurs fois par les Français et les Prussiens, il a été le théâtre de combats acharnés et terriblement sanglants. 
Lors de cette bataille, le 18 juin 1815, Plancenoit fut le théâtre de violents combats entre les troupes françaises et les forces prussiennes du général Friedrich Wilhelm von Bülow. Le village constituait un point stratégique sur le flanc droit de l’armée napoléonienne. Pour tenter de contenir l'avancée prussienne, Napoléon fit intervenir la jeune Garde impériale, qui parvint temporairement à reprendre le village. Toutefois, la pression continue des troupes prussiennes força finalement les Français à se replier. La perte de Plancenoit contribua à l’effondrement du dispositif français et à la défaite de Napoléon.

## Patrimoine et culture

### Patrimoine architectural

#### L'église Sainte-Catherine
L’église de Plancenoit est dédiée à Sainte-Catherine. L’église actuelle date de 1857 et fut construite par l’architecte Coulon qui, pour ériger la façade, récupéra les pierres blanches de l’ancien édifice mis à mal par les combats de 1815. Le maître-autel portait, dit-on, les traces de trois balles qui l’atteignirent au cours de cette journée. Mais il a depuis été déménagé à Thorembais-les-Béguines dans l’entité de Perwez. Jadis, une grande procession avait lieu chaque année le troisième dimanche de juin en l’honneur de saint Donat, saint invoqué en Wallonie contre la foudre ; le troisième dimanche du mois de juin 1815 tombait précisément le 18. La procession n’eut pas lieu… Le 17 juin au soir, la population, mise au courant de l’approche des armées, préféra aller se réfugier dans les bois environnants afin d’y attendre des jours meilleurs. Le curé de Plancenoit ne quitta cependant pas son église et ne renonça pas à dire sa messe dominicale. La légende veut que Napoléon Ier en entendant la cloche de Plancenoit pendant son petit déjeuner, s’en soit étonné…

## Économie

### Économie ancienne
La plupart des habitants se consacraient à l’agriculture et, dans une moindre mesure, à l’élevage. En 1834, lorsque le gouvernement belge établit un relevé de la répartition du territoire, ses inspecteurs calculèrent que 572 hectares du territoire de la commune étaient constitués de terres arables, 8 de jardins légumiers, 8 de prés et pâtures , 14 de vergers, 2 de bruyères et de terrains vagues, 5 de bâtiments et cours et 15 de routes et chemins, ce qui revient à un total d’environ 627 hectares. Les bois à cette époque couvraient à peine 58 ares 90 centiares… Tous ces chiffres n’ont guère changé au fil des siècles : en 1686, la paroisse de Plancenoit, sur 380 bonniers 2 journaux, comptait en effet 378 bonniers de terres arables, 3 bonniers 2 journaux de « pâchis » et 9 bonniers de prés communs. Les terres étaient consacrées en majorité au froment, puis par ordre d’importance, au seigle, à la luzerne, et à l’avoine.